# 星野めぐみ (ナレーター)

星野 めぐみ（ほしの めぐみ、3月4日 - ）は、日本の女性ナレーター。CUVE所属。埼玉県出身。趣味はゴルフ、ドライブ、猫と過ごすこと。

## 来歴
デビューはモデル（mc sister）。

CF・雑誌のモデルを経て各種イベントMCや展示会の司会を始め、様々な企業の研修講師等、後進の指導にも注力。

2001年よりテレビ東京「給与明細 」のナレーションを担当。

現在はバラエティからドキュメンタリーまで幅広い分野でナレーターとして活躍中。

## 出演

### テレビ
- ドスペ2 ラブ★コンTV (ANB)
- カンニング竹山の俺の映像買ってくれ！ (ANB)
- 超V.I.P.（CX）
- 結局！確立な～のだ (TX)
- 給与明細 (TX)
- ぐるはぴっ！ (TX)
- ボリショイオペラ特番 (TX)
- ブログの女王 (TX)
- 本番で〜す! (TX)
- LOVE BANG1000スペシャル (TX)
- 現役モデルが選んだ！キレイになれる温泉ベスト12 (SUT)
- 感動！北海道2009 (HTB)
- Fukuiプチコレクション (FTB)

- TOMORROW beyond 3.11 (NHK BS1)
- 3D★3Dスペシャル (BSフジ)
- スタイライフ (BSフジ)
- 新発見！韓国　自然と自転車を楽しむ旅 (BSフジ)
- 韓国ぶら～り旅(BSジャパン)
- 匠の国ジパング(BS11)

- アイドル潜入捜査 (CS)
- すてき生活 (CS)
- 発見！おいしい野菜の秘密 (CS)

- テリー伊藤のあなたの代わりに調べます (BeeTV)

### CM
- 風間塾
- コスモ薬局

### DVD
- 家政婦は見た
- クラブツーリズム